# Topy Glerum
Catharina (Topy) Glerum (Amsterdam, 18 oktober 1912 – Apeldoorn, 13 februari 1977) was een Nederlandse jazz-vocaliste, aangeduid als lady-crooner.
Ze was de dochter van Michiel Marinus Glerum en Wilhelmina Maria du Bois. Zij huwde in 1937 dr. Piet Dethmers, dermatoloog.
Catharina verwierf vóór de Tweede Wereldoorlog als Topy Glerum bekendheid als zangeres bij de Algemene Vereniging Radio-Omroep AVRO van populaire Nederlandse, Franse, Duitse en Engelse liedjes, zowel in ernstige- als grappige genre. Ze zong ook in Zwitserland en Berlijn. Glerum was AVRO's eerste Nederlandse lady-crooner (1934-1937), ze was toen veelvuldig voor de radio te horen. Zo was haar stem te horen in vele optredens met resp. Kovacs Lajos en zijn orkest, Pierre Palla orgelconcert en piano, Eddy Meenk (trompet) AVRO-Decibels o.l.v. Eddy Meenk , Het Lyra-Trio, The Ramblers o.l.v. Theo Uden Masman, Cor Steyn en AVRO-Dansorkest o.l.v. Hans Mossel. Nadat ze aan het einde van die periode in 1937 met 24 jaar in het huwelijk trad en haar zangcarrière kort daarna beëindigde, is zij moeder geworden van twee kinderen. In dat jaar trad ze nog op in de Scheveningse Kursaal.
In maart 1969 werd zij nog voorgesteld in het tv-programma Zaterdagavond akkoorden, van producer Wim Ibo. Stichting Nederlands Jazz Archief kwam in juni 1993 met jazz Bulletin nr.8, waarin uitgebreid aandacht aan haar werd gegeven in deel 4 van een serie over Nederlandse vocalisten.
Het overlijden op 64-jarige leeftijd in februari 1977, als gevolg van onwel worden en val, kwam plotseling. Haar stem is slechts op enkele plaatopnamen te horen.